# Waylon Francis
Waylon Dwayne Francis Box, mais conhecido como Whylon Francis (Limón, 20 de setembro de 1990), é um futebolista costa-riquenho que atua como lateral-esquerdo. Atualmente, joga pelo Columbus Crew.